# Rajmunda
Rajmunda je žensko osebno ime.

## Izvor imena
Ime Rajmunda je ženska oblika imena Rajmund.

## Pogostost imena
Po podatkih Statističnega urada Republike Slovenije na dan 31. decembra 2007 v Sloveniji ni bilo ženskih oseb z imenom Rajmunda ali pa je bilo število nosilk tega imena manjše od 5.

## Osebni praznik
Osebe z imenom Rajmunda lahko godujejo takrat kot osebe z imenom Rajmund.